# Bomspröt

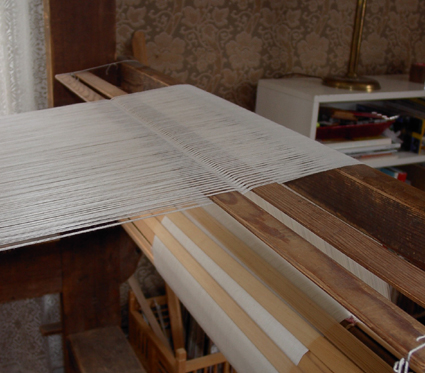
Skälstickor och bomspröt

Bomspröt är de käppar som används vid vävning på varpbom och tygbom. Utan bomspröt är risken stor, vid en lång varp, att trådarna glider ner mellan varven på bommen och orsakar en ojämn spänning i varptrådarna. Bomspröten fördelas över ett helt varv under pådragningen efter 3–5 varv beroende på trådarnas grovlek. Ju grövre trådar desto oftare.
Ibland förses dessa käppar med en limmad eller spikad liten kloss i ena änden, och kallas då klackspjäla. Avsikten är att hålla varpen på plats så att den inte "kalvar" vid rullens kant. Spjälorna läggs in växelvis med klacken till höger respektive vänster. Bomspröten förankras med fördel till varpbommen med ett gummiband eller liknande när pådragningen är klar för att förhindra att de med ett fasligt skramlande ramlar i golvet när varpen dras fram. När en ny väv nått ner till tygbommen lägger man in bomspröt där också. Under vävningen är varpen hårt spänd, och om inte bomspröten läggs emellan som utjämnade underlag kommer de snören som håller framknytningskäppen på plats att orsaka fula och svårbemästrade märken på det vävda tyget.